# Nummi-Pusula
Nummi-Pusula (svenska även Nummis-Pusula) var en kommun i landskapet Nyland. 1 januari 2013 blev kommunen tillsammans med Karislojo ihopslagen med Lojo.
Nummi-Pusula grundades 1981 genom en sammanslagning av Nummi och Pusula. Kommunen hade vid upphörandet 6 175 invånare och en yta på 505,13 km².
Nummi-Pusula var enspråkigt finskt.
Innan kommunsammanslagningen var Nummi-Pusulas grannkommuner Högfors, Lojo, Salo, Somero, Tammela och Vichtis. Före detta grannkommuner var Lojo landskommun som gick ihop med Lojo stad 1997, Sammatti som lades samman med Lojo år 2009 och Kiikala och Suomusjärvi som blev delar av Salo 2009. 
Kommunens motto var "Luonnollisesti lähellä" (svenska: naturligtvis nära).

## Politik

### Mandatfördelning i Nummi-Pusula kommun, valen 1976–2008
| 3 | 7 | 7 | 4 |

| 6 | 7 | 8 | 6 |

| 4 | 7 |  | 9 | 6 |

| 3 | 7 |  | 9 | 2 | 5 |

| 3 | 8 | 2 |  | 9 | 4 |

| 3 | 7 | 2 | 9 |  | 5 |

| 3 | 6 |  | 12 |  | 4 |

| 3 | 6 | 2 | 9 | 2 | 5 |

| 18 | 9 |

| 2 | 5 |  | 5 |  | 7 |  | 5 |

| 21 | 6 |

## Läs mer
- Nummis
- Pusula